# Wari (langue)
Pour les articles homonymes, voir Wari.
Le  wari' (ou pacaas-novos, pakaanovos) est une langue amérindienne de la famille des langues chapakura parlée au Brésil dans l'État de Rondônia.

## Phonologie

### Voyelles
|         | Antérieure | Centrale | Postérieure |
| ------- | ---------- | -------- | ----------- |
| Fermée  | i [i]u [ʏ] |          |             |
| Moyenne | e [e]ö [ø] |          | o [o]       |
| Ouverte |            | a [a]    |             |

### Consonnes
|              |              | Bilabiale | Dentale | Palatale | Vélaire | Labio-v. | Glottale |
| ------------ | ------------ | --------- | ------- | -------- | ------- | -------- | -------- |
| Occlusive    | Occlusive    | p [p]     | t [t]   |          | k [k]   | kʷ [kʷ]  | ʔ [ʔ]    |
| Fricative    | Sourde       |           |         |          |         |          | h [h]    |
| Fricative    | Labialisée   |           |         |          |         |          | hw [hʷ]  |
| Affriquée    | Affriquée    | tp [t͡ʙ]   |         | x [t͡ʃ]   |         |          |          |
| Nasale       | Simple       | m [m]     | n [n]   |          |         |          |          |
| Nasale       | Glottalisée  | m' [m']   | n' [n'] |          |         |          |          |
| Liquide      | Liquide      |           | r [ɾ]   |          |         |          |          |
| Semi-voyelle | Semi-voyelle | w [w]     |         | j [j]    |         |          |          |